# Leichtathletik-Weltmeisterschaften 2022/Teilnehmer (Algerien)
Der Leichtathletikverband von Algerien hat für die Leichtathletik-Weltmeisterschaften 2022 in Eugene acht männliche Sportler gemeldet.
| Goldmedaillen | Silbermedaillen | Bronzemedaillen |
| ------------- | --------------- | --------------- |
| —             | 1               | —               |

## Ergebnisse

### Männer

#### Laufdisziplinen
| Athletin            | Disziplin        | Vorlauf     | Vorlauf | Halbfinale    | Halbfinale    | Finale        | Finale        |
| Athletin            | Disziplin        | Zeit        | Platz   | Zeit          | Platz         | Zeit          | Platz         |
| ------------------- | ---------------- | ----------- | ------- | ------------- | ------------- | ------------- | ------------- |
| Yassine Hethat      | 800 m            | 1:46,05 min | 16      | ausgeschieden | ausgeschieden | ausgeschieden | ausgeschieden |
| Slimane Moula       | 800 m            | 1:44,90 min | 5       | 1:44,89 min   | 1             | 1:44,85 min   | 5             |
| Djamel Sedjati      | 800 m            | 1:46,39 min | 20      | 1:45,44 min   | 5             | 1:44,14 min   | Silber        |
| Amine Bouanani      | 110 m Hürden     | 13,44 s     | 10      | 13,37 s NR    | 12            | ausgeschieden | ausgeschieden |
| Abdelmalik Lahoulou | 400 m Hürden     | 49,58 s     | 12      | 48,90 s       | 10            | ausgeschieden | ausgeschieden |
| Hicham Bouchicha    | 3000 m Hindernis | 8:27,39 min | 25      |               |               | ausgeschieden | ausgeschieden |
| Bilal Tabti         | 3000 m Hindernis | 8:38,45 min | 34      |               |               | ausgeschieden | ausgeschieden |

#### Sprung/Wurf
| Athlet                | Disziplin  | Qualifikation | Qualifikation | Finale     | Finale |
| Athlet                | Disziplin  | Weite/Höhe    | Platz         | Weite/Höhe | Platz  |
| --------------------- | ---------- | ------------- | ------------- | ---------- | ------ |
| Yasser Mohammed Triki | Dreisprung | DNS           | DNS           | –          | –      |